# عبد الله جابر
عبد الله جابر (مواليد 17 فبراير 1993) لاعب كرة قدم فلسطيني. يجيد اللعب في مركز الدفاع مع منتخب فلسطين الوطني ويلعب بنادي اهلي الخليل في دوري الضفة الغربية الفلسطيني.

## روابط خارجية
- عبد الله جابر على موقع قاعدة بيانات كرة القدم.إي يو (الإنجليزية)
- عبد الله جابر على موقع ناشيونال فوتبول تيمز (الإنجليزية)
- عبد الله جابر على موقع Soccerway.com (الإنجليزية)